# Mr. Probz
Mr. Probz, de son vrai nom Dennis Princewell Stehr, né le 15 mai 1984 à Zoetermeer aux Pays-Bas, est un chanteur, compositeur et acteur néerlandais.

## Biographie
En 2010, il est victime d'une fusillade de la part d'un groupe mafieux marocain d'Amsterdam. L'auteur est le criminel Rida Bennajem.
En 2014, sa chanson Waves (2013) connaît un succès via son remix par Robin Schulz.
Le 8 mai 2015 sort Another You, collaboration avec le disc jockey néerlandais Armin van Buuren.

## Discographie

### Albums
| Titre         | Détails de l'album                                                                                 | Meilleurs classements | Meilleurs classements |
| Titre         | Détails de l'album                                                                                 | NL                    | BEL                   |
| ------------- | -------------------------------------------------------------------------------------------------- | --------------------- | --------------------- |
| The Treatment | - Sortie : 16 septembre 2013 - Labels: Traumashop, Republic - Formats: CD, téléchargement en ligne | 12                    | 179                   |

### Singles

#### Comme artiste principal
| Année                                                               | Titre                                        | Meilleurs classements | Meilleurs classements | Meilleurs classements | Meilleurs classements | Meilleurs classements | Meilleurs classements | Meilleurs classements | Meilleurs classements | Meilleurs classements | Meilleurs classements | Meilleurs classements | Meilleurs classements | Meilleurs classements | Meilleurs classements | Meilleurs classements | Certifications | Album                            |
| Année                                                               | Titre                                        | NL                    | AUS                   | AUT                   | BEL                   | DEN                   | FRA                   | GER                   | IRL                   | NOR                   | NZ                    | SPA                   | SWE                   | SWI                   | UK                    | US                    | Certifications | Album                            |
| ------------------------------------------------------------------- | -------------------------------------------- | --------------------- | --------------------- | --------------------- | --------------------- | --------------------- | --------------------- | --------------------- | --------------------- | --------------------- | --------------------- | --------------------- | --------------------- | --------------------- | --------------------- | --------------------- | --- | -------------------------------- |
| 2013                                                                | "I'm Right Here"                             | —                     | —                     | —                     | —                     | —                     | —                     | —                     | —                     | —                     | —                     | —                     | —                     | —                     | —                     | —                     | | The Treatment                    |
| 2013                                                                | "Turning Tables"                             | —                     | —                     | —                     | —                     | —                     | —                     | —                     | —                     | —                     | —                     | —                     | —                     | —                     | —                     | —                     | | The Treatment                    |
| 2013                                                                | "Gold Days"(featuring Action Bronson)        | —                     | —                     | —                     | —                     | —                     | —                     | —                     | —                     | —                     | —                     | —                     | —                     | —                     | —                     | —                     | | The Treatment                    |
| 2014                                                                | "Waves" (single ou le Remix de Robin Schulz) | 5                     | 3                     | 1                     | 1                     | 3                     | 3                     | 1                     | 3                     | 1                     | 3                     | 2                     | 1                     | 1                     | 1                     | 14                    | - ARIA: 4×Platinum - IFPI AUT: Gold - BEA: Platinum - IFPI DEN: Gold - SNEP: Gold - BVMI: 5×Gold - RMNZ: Platinum - GLF: 5×Platinum - IFPI SWI: Platinum - BPI: Platinum - RIAA: Platinum | Singles non inclus dans un album |
| 2014                                                                | "Nothing Really Matters"                     | 1                     | —                     | —                     | 3                     | 37                    | —                     | 82                    | 45                    | 28                    | —                     | —                     | 15                    | —                     | 72                    | —                     | | Singles non inclus dans un album |
| 2016                                                                | "Fine Ass Mess"                              | 54                    | —                     | —                     | —                     | —                     | —                     | —                     | —                     | —                     | —                     | —                     | —                     | —                     | —                     | —                     | | Singles non inclus dans un album |
| 2017                                                                | "Till You’re Loved"                          | 88                    | —                     | —                     | —                     | —                     | —                     | —                     | —                     | —                     | —                     | —                     | —                     | —                     | —                     | —                     | | Singles non inclus dans un album |
| 2017                                                                | "Tears Gone Bad"                             | —                     | —                     | —                     | —                     | —                     | —                     | —                     | —                     | —                     | —                     | —                     | —                     | —                     | —                     | —                     | | Singles non inclus dans un album |
| 2018                                                                | "Space for Two"                              | 43                    | —                     | —                     | —                     | —                     | —                     | —                     | —                     | 35                    | —                     | —                     | —                     | —                     | —                     | —                     | | Singles non inclus dans un album |
| "—" indique un single n'étant pas classé ou non sorti dans le pays. |                                              |                       |                       |                       |                       |                       |                       |                       |                       |                       |                       |                       |                       |                       |                       |                       | |                                  |

Notes
1. "Space for Two" n'a pas fait partie du classement suédois "Singellista", mais a été classé 15 du classement suédois "Heatseeker".
2. "Praying to a god" est une reprise (cover) datant de 2016.

#### En collaboration
| 2006                                                                | "Welkom in ons leven" (Bolletjes Blues Cast featuring Negativ, Raymzter, Derenzo, Mr. Probz and Kimo) | 46 | —  | —  | —  | —  | —  | —  | Single non inclus dans un album |
| 2009                                                                | "Gora Gora Rang (Fair-Skinned)" (Imran Khan featuring Mr. Probz)                                      | -  | —  | —  | —  | —  | —  | —  | Unforgettable                   |
| 2010                                                                | "Meisje luister" (Kleine Viezerik featuring Mr. Probz)                                                | 93 | —  | —  | —  | —  | —  | —  | Single non inclus dans un album |
| 2013                                                                | "Sukkel voor de liefde" (The Opposites featuring Mr. Probz)                                           | 10 | 43 | —  | —  | —  | —  | —  | Slapeloze nachten               |
| 2014                                                                | "Twisted" (50 Cent featuring Mr. Probz)                                                               | —  | 80 | —  | —  | —  | —  | —  | Animal Ambition                 |
| 2014                                                                | "Little Secrets" (Professor Green featuring Mr. Probz)                                                | —  | —  | —  | —  | —  | —  | 83 | Growing Up in Public            |
| 2015                                                                | "Birds Fly" (Hardwell featuring Mr. Probz)                                                            | —  | —  | —  | —  | —  | —  | —  | United We Are                   |
| 2015                                                                | "Another You" (Armin van Buuren featuring Mr. Probz)                                                  | 7  | 10 | 75 | 55 | 55 | 48 | —  | Embrace                         |
| "—" indique un single n'étant pas classé ou non sorti dans le pays. | |    |    |    |    |    |    |    |                                 |

## Autres participations
| Titre            | Année | Autre artiste(s)      | Album                                                               |
| ---------------- | ----- | --------------------- | ------------------------------------------------------------------- |
| "Long Way To Go" | 2007  | Joe Budden            | Mood Muzik 3: The Album                                             |
| "Wake Up"        | 2010  | Thug Lordz, The Jacka | Thug Money                                                          |
| "No Surrender"   | 2013  | Lloyd Banks           | A.O.N. (All Or Nothing) Series Vol. 1: F.N.O. (Failure's No Option) |
| "Birds Fly"      | 2014  | Hardwell              | United We Are                                                       |
| "Hustle"         | 2014  | M.O.P.                | Street Certified                                                    |
| "Another You"    | 2015  | Armin van Buuren      | Embrace (Armin van Buuren album)                                    |

## Filmographie
- Bolletjes Blues (2006)